# Маунт-Кармел (Іллінойс)
Маунт-Кармел (англ. Mount Carmel) — місто (англ. city) в США, в окрузі Вабаш штату Іллінойс. Населення — 7015 осіб (2020).

## Географія
Маунт-Кармел розташований за координатами 38°25′9″ пн. ш. 87°46′11″ зх. д. / 38.41917° пн. ш. 87.76972° зх. д. (38.419047, -87.769792).  За даними Бюро перепису населення США в 2010 році місто мало площу 12,94 км², з яких 12,57 км² — суходіл та 0,37 км² — водойми.

## Демографія
Згідно з переписом 2010 року, у місті мешкали 7284 особи в 3150 домогосподарствах у складі 1934 родин. Густота населення становила 563 особи/км².  Було 3465 помешкань (268/км²).
Расовий склад населення:
| - 96,1 % — білих - 0,9 % — чорних або афроамериканців - 0,8 % — азіатів - 0,2 % — корінних американців - 0,1 % — вихідців з тихоокеанських островів |

До двох чи більше рас належало 1,1 %. Частка іспаномовних становила 1,8 % від усіх жителів.
За віковим діапазоном населення розподілялося таким чином: 21,8 % — особи молодші 18 років, 59,2 % — особи у віці 18—64 років, 19,0 % — особи у віці 65 років та старші. Медіана віку мешканця становила 41,5 року. На 100 осіб жіночої статі у місті припадало 91,1 чоловіків;  на 100 жінок у віці від 18 років та старших — 88,1 чоловіків також старших 18 років.
Середній дохід на одне домашнє господарство  становив 52 212 долари США (медіана — 40 616), а середній дохід на одну сім'ю — 64 784 долари (медіана — 58 500). Медіана доходів становила 46 875 доларів для чоловіків та 27 565 доларів для жінок. За межею бідності перебувало 15,7 % осіб, у тому числі 18,1 % дітей у віці до 18 років та 9,3 % осіб у віці 65 років та старших.
Цивільне працевлаштоване населення становило 3287 осіб. Основні галузі зайнятості: освіта, охорона здоров'я та соціальна допомога — 25,6 %, виробництво — 17,5 %, роздрібна торгівля — 12,1 %, транспорт — 7,6 %.